# Orden der Biene

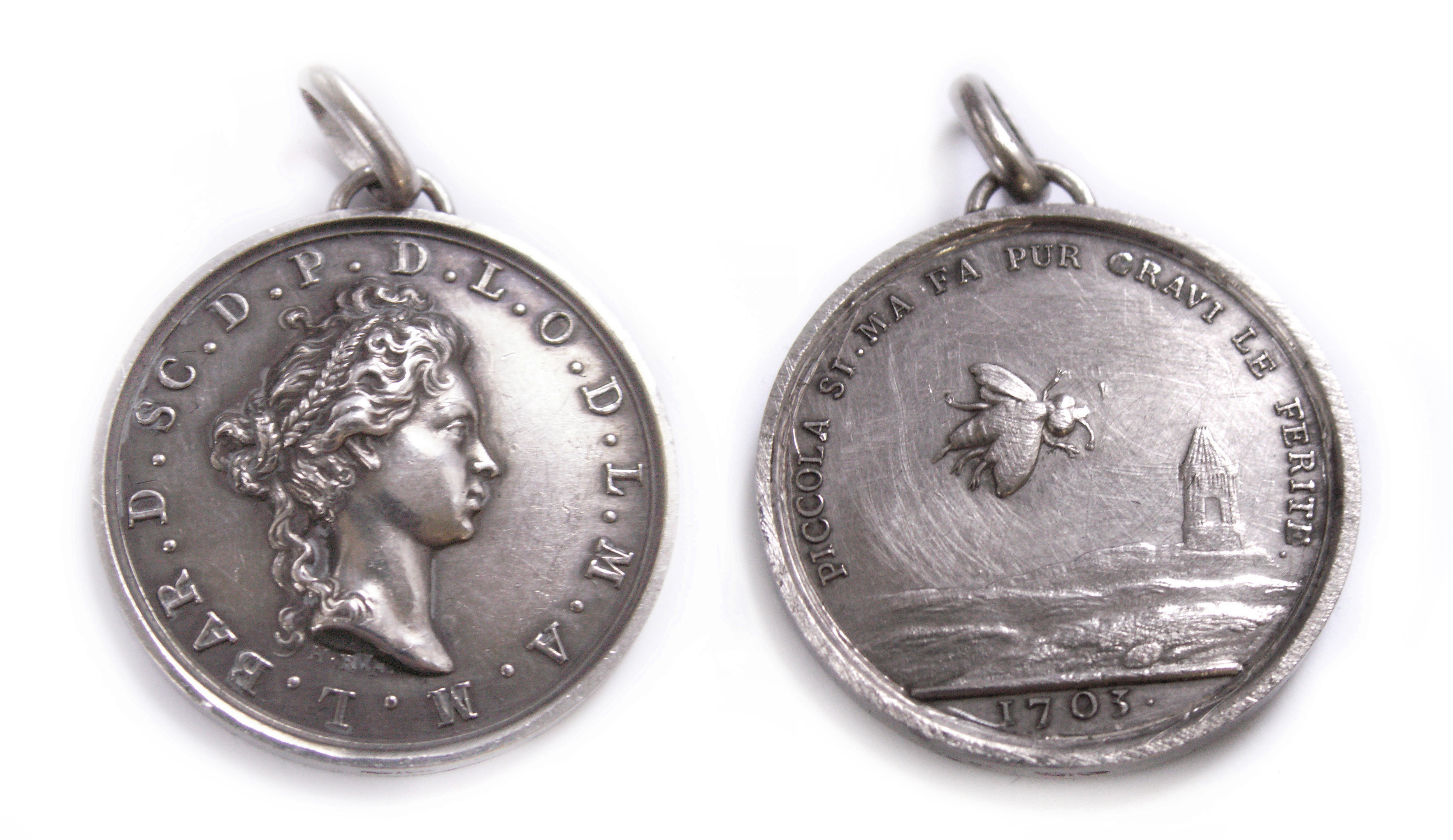
Orden der Biene, Ausführung des Kleinods in Silber

Der Orden der Biene, auch oft als Orden der Honigbiene bezeichnet, war ein französischer Ritterorden. Gestiftet wurde er im Jahr 1703 von Anne-Louise Bénédicte de Bourbon-Condé, der Ehefrau von Herzog von Bourbon, Louis Auguste I. de Bourbon, duc du Maine. Er war für die Damen und Herren des Hauses vorgesehen. Die Ordnung, der Fleiß und die Organisation der Biene sollte die Inspiration für den Orden gewesen sein.
Auf einer Seite des Medaillons war eine Biene  und die Umschrift als Ordensdevise: „Je suis petite, mais mes piqueurs sont profondes“ beziehungsweise „Piccola si, ma fa pur gravi le ferite“ in der Bedeutung: „Ich bin zwar klein, mache aber doch schwere Wunden“.
Die Zeit des Erlöschens ist unbekannt. Zur Zweihundertjahrfeier seiner Stiftung wurde der Orden 1903 auf Initiative von M. Duval-Trépied neu gegründet.